# WWE TLC: Tables, Ladders & Chairs
WWE TLC: Tables, Ladders & Chairs ist eine Großveranstaltung der WWE. Sie wurde seit 2009 jährlich im Dezember veranstaltet und als Pay-per-View live ausgestrahlt. 2017 fand die Veranstaltung erstmals im Oktober statt. Mindestens eines der angesetzten Matches wird als Tische-, Leitern-, Stühle- oder TLC-Match angesetzt.

## Geschichte
Ursprünglich wurde die namensgebende Matchart beim SummerSlam 2000 von der WWE eingeführt um eine Fehde um den WWF Tag Team Championtitel zwischen den Tag Teams Dudley Boys, Hardy Boyz und Edge & Christian weiterzuführen.
Nach einigen TLC-Matches wurde der Pay-per-View WWE TLC: Tables, Ladders & Chairs nach einer Fanabstimmung auf wwe.com als Ersatz für Armageddon eingeführt.
Bei der Veranstaltung 2014 richtete die WWE zum ersten Mal ein „Stairs-Match“ aus, bei dem die Ringtreppen als legitime Waffen eingesetzt werden durften. Erick Rowan trat in dieser Matchart gegen Big Show an.

## Liste der Veranstaltungen
| #  | Veranstaltung                        | Datum             | Ort                       | Arena                    | Zuschauer | Hauptkampf |
| -- | ------------------------------------ | ----------------- | ------------------------- | ------------------------ | --------- | --- |
| 01 | TLC: Tables, Ladders & Chairs (2009) | 13. Dezember 2009 | San Antonio, Texas        | AT&T Center              | 15.226    | Chris Jericho & The Big Show (Jeri-Show) (c) gegen Triple H & Shawn Michaels (D-Generation X) in einem TLC-Match um die Unified WWE Tag Team Championship |
| 02 | TLC: Tables, Ladders & Chairs (2010) | 19. Dezember 2010 | Houston, Texas            | Toyota Center            | 11.500    | John Cena gegen Wade Barrett in einem Chairs-Match |
| 03 | TLC: Tables, Ladders & Chairs (2011) | 18. Dezember 2011 | Baltimore, Maryland       | 1st Mariner Arena        | 9.000     | CM Punk (c) gegen The Miz gegen Alberto Del Rio in einem Triple-Threat-TLC-Match um die WWE Championship                                                  |
| 04 | TLC: Tables, Ladders & Chairs (2012) | 16. Dezember 2012 | Brooklyn, New York        | Barclays Center          | 15.748    | Dolph Ziggler gegen John Cena in einem Ladder-Match um den SmackDown Money in the Bank-Koffer                                                             |
| 05 | TLC: Tables, Ladders & Chairs (2013) | 15. Dezember 2013 | Houston, Texas            | Toyota Center            | 14.120    | Randy Orton (c) gegen John Cena (c) in einem TLC-Match um die WWE Championship und World Heavyweight Championship                                         |
| 06 | TLC: Tables, Ladders & Chairs (2014) | 14. Dezember 2014 | Cleveland, Ohio           | Quicken Loans Arena      | 14.000    | Dean Ambrose gegen Bray Wyatt in einem TLC-Match |
| 07 | TLC: Tables, Ladders & Chairs (2015) | 13. Dezember 2015 | Boston, Massachusetts     | TD Garden                | 14.903    | Sheamus (c) gegen Roman Reigns in einem TLC-Match um die WWE World Heavyweight Championship                                                               |
| 08 | TLC: Tables, Ladders & Chairs (2016) | 4. Dezember 2016  | Dallas, Texas             | American Airlines Center | N/A       | AJ Styles (c) gegen Dean Ambrose in einem TLC-Match um die WWE Championship                                                                               |
| 09 | TLC: Tables, Ladders & Chairs (2017) | 23. Oktober 2017  | Minneapolis, Minnesota    | Target Center            | 13.381    | Dean Ambrose, Seth Rollins & Kurt Angle vs. The Miz, Cesaro, Sheamus, Kane & Braun Strowman in einem 5-On-3-Handicap-TLC-Match                            |
| 10 | TLC: Tables, Ladders & Chairs (2018) | 16. Dezember 2018 | San José, California      | SAP Center               | 13.408    | Becky Lynch (c) gegen Asuka und Charlotte Flair in einem Triple-Threat-TLC-Match um die WWE SmackDown Women’s Championship                                |
| 11 | TLC: Tables, Ladders & Chairs (2019) | 15. Dezember 2019 | Minneapolis, Minnesota    | Target Center            | N/A       | The Kabuki Warriors Asuka & Kairi Sane (c) gegen Becky Lynch und Charlotte Flair in einem TLC Match um die WWE Women’s Tag Team Championship              |
| 12 | TLC: Tables, Ladders & Chairs (2020) | 20. Dezember 2020 | Saint Petersburg, Florida | Tropicana Field          | 0         | Bray Wyatt gegen Randy Orton in einem Firefly-Inferno-Match                                                                                               |